# 光と影のパレット
光と影のパレット（ひかりとかげのパレット）は、秋山奈々の1枚目のオリジナルアルバム。

## 概要
- 作品のコンセプトは季節の移り変わりとともに16歳から17歳になった秋山奈々の心の内面を描いた10篇のスケッチ。
- タイトルにあるように収録曲は光と影をテーマに製作されている。
- ジャケットも光（陽）をテーマにしたLightバージョン（初回盤）と影（陰）をテーマにしたShadeバージョン（通常盤）と2つの仕様になっており、それぞれにエキストラ映像を収録。
- 秋山奈々自身の希望もあり、それまでとは違ったポップス、バラードに加え、憧れだったというロックに挑戦するなど、多種多様な作品となった。
- ライブ・ツアー最終日において、このアルバムのリリース後も歌手活動の継続を改めて宣言した。

## 収録曲
1. 光と影のパレット
作詞: 谷藤律子、作曲・編曲: 菅原サトル
2. オレンジ色 (2ndシングル)
作詞: 山本健太郎・高砂栄子、作曲: 山本健太郎、編曲: 菅原サトル
3. 音のない海
作詞・作曲: 山本健太郎、編曲: 溝下創
4. 空想グライダー
作詞・作曲: 山本健太郎、編曲: 菅原サトル
5. さよならとはじまり (3rdシングル)
作詞・作曲: 山本健太郎、編曲: 中崎英也
6. ふたり乗り (3rdシングル c/w)
作詞・作曲: 山本健太郎、編曲: 菅原サトル
  - 収録曲のなかでは唯一のシングルc/w曲。収録に際してアレンジが加えられている。
  - イントロの前にサビ部分をアカペラで歌う音源が追加された。
7. 青空
作詞・作曲: 山本健太郎、編曲: 菅原サトル
  - 当作品リリース時点では、振り付けは決まっていなかったが、周囲のアドバイスにより、後に完成した。
8. ガラスの扉
作詞: Yoshi2、作曲: javjav、編曲: 菅原サトル
  - 秋山奈々自身の希望のひとつで、試行錯誤を繰り返した末に完成し本作に収録された。
  - フェードアウトは「わかってくれるともだちはひとりだっていい」のイントロとクロスフェードしている。
9. わかってくれるともだちはひとりだっていい (1stシングル)
作詞: 上田知華、作曲: 樋口康雄、編曲: 寺田鉄生
  - 自身のデビュー作品の収録曲。
  - イントロは「ガラスの扉」のアウトローにクロスフェードする形でスタートする。
  - 当初は、再レコーディングしアレンジしたものを収録される予定だった。
10. 帰り道
作詞: 森戸太陽、作曲・編曲: 中崎英也

## 仕様
初回盤
- VICL-62367
- CD extra 映像「light」収録
- トレーディングカード「nana self review」封入

通常盤
- VICL-62368
- CD extra 映像「shade」収録